# میریان سوم
میریان (مهران) سوم (گرجی: მირიან III; زاده ح. ۲۵۸ یا ۲۷۷م. - درگذشته ۳۶۱م. در متسختا) نخستین پادشاه ایبری از خاندان خسرویانی‌ها بود. وی شاهزاده ساسانی و فرزند شاپور یکم شاهنشاه ساسانی بود که با شاهدخت آبشورا دختر آسپاگورس یکم از پادشاهان خاندان اشکانی ایبری ازدواج نمود. میریان سوم پس از آسپاگور یکم به پادشاهی ایبری برگزیده شد.

## نام
«میریان» شکل گرجی نام ایرانی مهران است. این نام در یونانی به صورت Mithranes (میترانس) ترجمه شده‌است. بر اساس زندگی واختانگ، نام او با میردات به معنای «داده شده توسط میترا»، نام خدای خورشید باستانی ایرانیان نیز مرتبط است. نام او توسط مورخ رومی آمیانوس مارسلینوس (XXI, 6, 8) به عنوان Meribanes (مریبانس) ترجمه شده‌است. اعداد سلطنتی مانند میریان «سوم» نوین هستند و نویسندگان گرجی سده نزدیک، آنهارا به کار نمی‌بردند. از آنجایی که دو پادشاه با این نام پیش از او بودند، میریان در تاریخ‌نگاری گرجستان به ترتیب «سوم» اختصاص یافته‌است.

## پیشینه
میریان از اعضای دودمان ساسانی و پسر شاپور یکم، شاهنشاه ساسانی بود. خود میریان نیز در ایران زاده شده و اصالتاً زرتشتی بوده‌است. در سال ۲۸۴، بهرام دوم تاج و تخت ایبری را برای میریان تضمین کرد، که اساس فرمانروایی مهرانیان در ایبری را که تا قرن ششم ادامه داشت، گذاشت. انگیزه این اقدام بهرام دوم تقویت اقتدار ساسانیان در قفقاز و استفاده از جایگاه پایتخت ایبری، متسختا، همچون ورودی به گذرگاه‌های مهم کوه‌های قفقاز بود. این امر برای بهرام دوم به قدری اهمیت داشت که گویا خود او برای حفظ موقعیت میریان به متسختا رفت. او همچنین یکی از بزرگان خود به نام میروانوز (همچنین مهرانی) را برای سرپرستی میریان که در آن زمان تنها ۷ سال داشت به این کشور فرستاد. پس از ازدواج میریان با آبشورا (دختر آسپاگوراس فرمانروای پیشین ایبری)، «۴۰۰۰۰ جنگجو/سواره‌نظام برگزیده ساسانی» متعاقباً در ایبری شرقی، آلبانی قفقاز و گوگارک مستقر شدند. در غرب ایبریا، ۷۰۰۰ سواره‌نظام ساسانی برای نگهبانی از میریان به متسختا اعزام شدند.
شاخه‌های دیگر خاندان مهرانیان چند دهه دیگر بر دیگر تاج و تخت‌های قفقاز مستقر شدند، یکی از آنها در گوگارک و دیگری در شاهزادگی ارمنی-آلبانیایی گاردمان.

## آغاز پادشاهی
زندگی پادشاهان دوران پادشاهی میریان را با جزئیات بسیار بازگو می‌کند. در حالی که اطلاعات آن در مورد مشارکت میریان - به عنوان یک پادشاه موکل ایرانی - در جنگ ساسانیان در برابر امپراتوری روم، و جاه طلبی‌های سرزمینی در ارمنستان می‌تواند درست باشد. میریان پادشاهی را به ارث برد که از سده چهارم پیش از میلاد بر ایبری فرمانروایی می‌کرد. ایبری مانند باقی قفقاز، زیر سلطه فرهنگ‌های ایرانی و آموزه‌های دین زرتشتی بود. در واقع، به گفته مورخ مدرن، استفان اچ. رپ، قفقاز بخشی از «مشترک‌المنافع ایران» بود، «یک شرکت بزرگ بین فرهنگی که از آسیای مرکزی تا بالکان امتداد دارد.» در سنگ‌نوشته پایکولی شاهنشاه نرسی، او یک پادشاه بی‌نام برای ایبری به عنوان یکی از دست‌نشاندگان خود شامل می‌شود که به گمان بسیار او همان میریان می‌باشد.
میریان به عنوان یک دست‌نشانده ساسانی، در جنگ کوتاه نرسه در برابر رومیان از سال ۲۹۷ تا ۲۹۸ شرکت کرد. این جنگ با شکست سخت ساسانیان در نبرد ساتالا به پایان رسید و نرسه مجبور شد طی عهدنامه نصیبین، ارمنستان و ایبری را به رومیان واگذار کند. میریان به سرعت با این دگرش اوضاع سیاسی سازگار شد و روابط نزدیکی با روم برقرار کرد. این روابط با گرویدن میریان به مسیحیت - طبق سنت - از طریق وزارت نینو، یک راهبه کاپادوکیایی، استوار شد. با وجود این، همان‌طور که آمیانوس مارسلینوس بازگو می‌کند، جانشین کنستانتین، کنستانتیوس دوم، مجبور شد ۳۶۰ سفارت همراه با هدایای گرانقیمت را به آرشاک دوم، پادشاه ارمنستان و میریان از ایبری بفرستد تا وفاداری آنها را در جریان رویارویی با ایران تضمین کند.

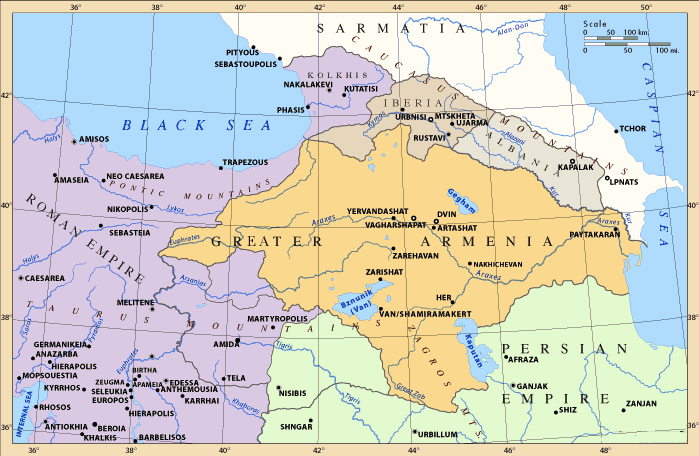
نقشه قفقاز در سده چهارم

## گرویدن به مسیحیت
گرویدن میریان به مسیحیت ممکن است در سال ۳۳۴ روی داده و به دنبال آن مسیحیت به عنوان دین دولتی ایبری در سال ۳۳۷ اعلام شده باشد؛ بنابراین، او یکی از نخستین پادشاهان جهان باستان بود که این دین نو را پذیرفت. افسانه‌ای گویای آن است که زمانیکه میریان، یک بت‌پرست سرسخت، در جنگل‌های نزدیک پایتخت خود، متسختا، سرگرم شکار بود، تاریکی بر زمین فرود آمد و پادشاه کاملاً کور شد. نور از سر نگرفت تا اینکه میریان به «خدای شخص نینو» برای کمک دعا کرد. به هنگام درآمدن نینو، او به همراه نینو از حضار درخواست کرد و اندکی دیگر به مسیحیت گروید. طبق سنت، همسر دوم میریان، نانا، در تغییر دین از شوهرش پیشی گرفت.
تغییر مذهب او باعث رشد دولت مرکزی پادشاهی شد که اموال نیایشگاه بت‌پرستان را مصادره کرده و در اختیار بزرگان و کلیسا قرار داد. منابع سده نزدیک (قرون وسطی) گرجستان شواهدی از چگونگی تبلیغ فعالانهٔ مسیحیت توسط پادشاهی و بزرگان مسیحیت و مقاومتی که از سوی مردم کوهستان با آن رویارو شده‌اند، ارائه می‌دهد. روفینوس مورخ رومی و همچنین سالنامه‌های گرجی گزارش می‌دهند که ایبری‌ها پس از تغییر دین، از امپراتور کنستانتین یکم درخواست روحانی کردند، او به سرعت پاسخ داد و کشیشان و آثار مقدس را به ایبری فرستاد. سنت گرجستان سپس داستانی از ساختن کلیسای جامع در متسختا به دستور میریان و زیارت پادشاه از اورشلیم کمی پیش از مرگش بازگو می‌کند. بنا بر سنت، میریان و همسرش نانا در نیایشگاه سامتاورو در متسختا دفن شدند، جایی که آرامگاه آنها هنوز نشان داده می‌شود.

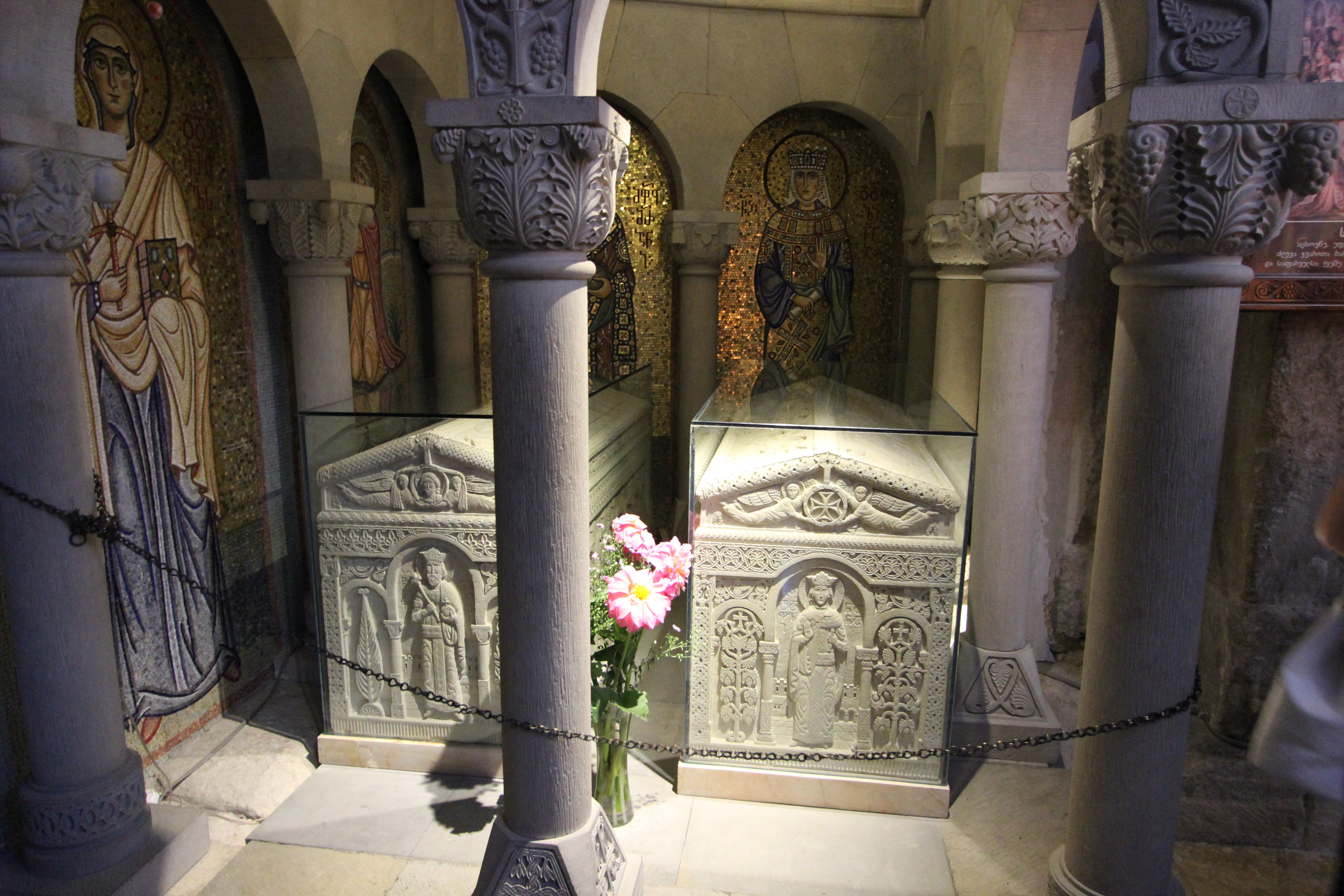
مدفن شاه میریان و شهبانو نانا در کلیسای سامتاورو در متسختا